# Költésmeszesedés és költéskövesedés

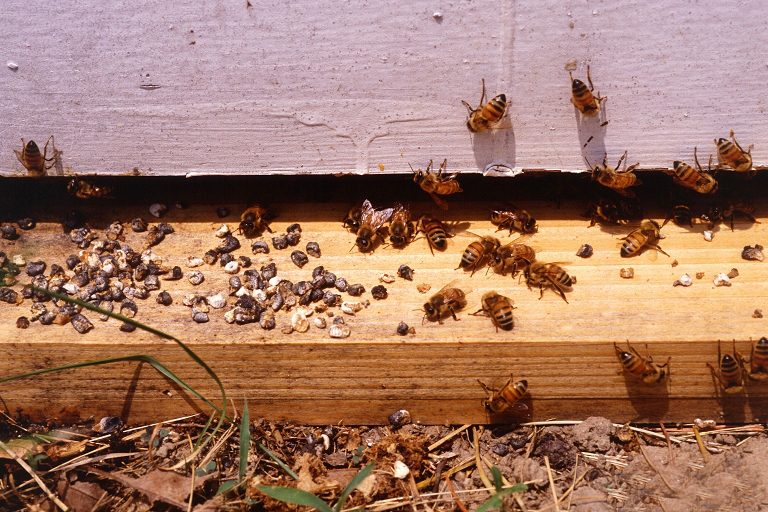
Kidobált meszes múmiák egy kaptár bejáratánál

A költésmeszesedés és a költéskövesedés a házi méh két hasonló gombabetegsége. A költésmeszesedést az Ascosphaera apis, a költéskövesedést az Aspergillus flavus okozza. A két betegség tünetei hasonlók, csak a múmia színe különbözik. Ha fehér, akkor a betegség költésmeszesedés, ha zöldes, akkor költéskövesedés. A spórák erősen ellenállók, 15 évig is elélnek ebben a formában. Formalinnak, kén-dioxidnak ellenállnak, de hőérzékenyek, 60 Celsius-fokon 30 perces melegítéssel elpusztíthatók. A betegségek pontos azonosítása laboratóriumi vizsgálatot igényel. Viszonylag ritka betegségek, és még ritkábban pusztítják ki a teljes családot. Akár maguktól is elmúlhatnak.
A gombákat a dajkaméhek terjesztik, de a méhész is terjesztheti előző évi virágpor és méz etetésével. Az álcák a táplálékkal fertőződnek meg, és fedés után pusztulnak el.
A gombák először az álca táplálékát fogyasztják el, és az álca éhen hal. Kezdetben puha és fehér. Ezután elszíneződik, illetve beszárad. A múmia 26-35 nap alatt alakul ki. A múmiák kemények, kalapáccsal törhetők. A gomba befonja az egész testet, kivéve a fejet, de költéskövesedéskor a fejnél is láthatók a fonalak. Ha megrázzuk a fertőzött lépet, akkor a múmiák zörögnek. Jó tisztítóösztönű családnál a bejárónál láthatók a kidobált múmiák. Gyakran a gyenge családok betegszenek meg, és mindkét betegséget támogatja a hűvös és nedves időjárás. Ezek a gombák amúgy is jelen vannak a környezetben. A betegséget különböző más tényezők váltják ki, mint az immunrendszer gyengesége, a tisztítóösztön gyengesége, és az időjárás. Egyes megfigyelések szerint az antibiotikumok is kiválthatják. A megoldás lehet a családok elköltöztetése, takarítása, végső soron az anya lecserélése egy egészséges családból származóra, vagy a család teljes kiirtása, és a kaptár fertőtlenítése. A méhésznek maszkban kell takarítania, mert a gombák őt is megfertőzhetik, és tüdőpenészt válthatnak ki, ami azonban gyógyítható.
Gyakran európai költésrothadással társulnak.

## Fordítás
Ez a szócikk részben vagy egészben  a   Kalkbrut című német Wikipédia-szócikk fordításán alapul.  Az eredeti cikk szerkesztőit annak laptörténete sorolja fel. Ez a jelzés csupán a megfogalmazás eredetét és a szerzői jogokat jelzi, nem szolgál a cikkben szereplő információk forrásmegjelöléseként.